# 曽畑式土器

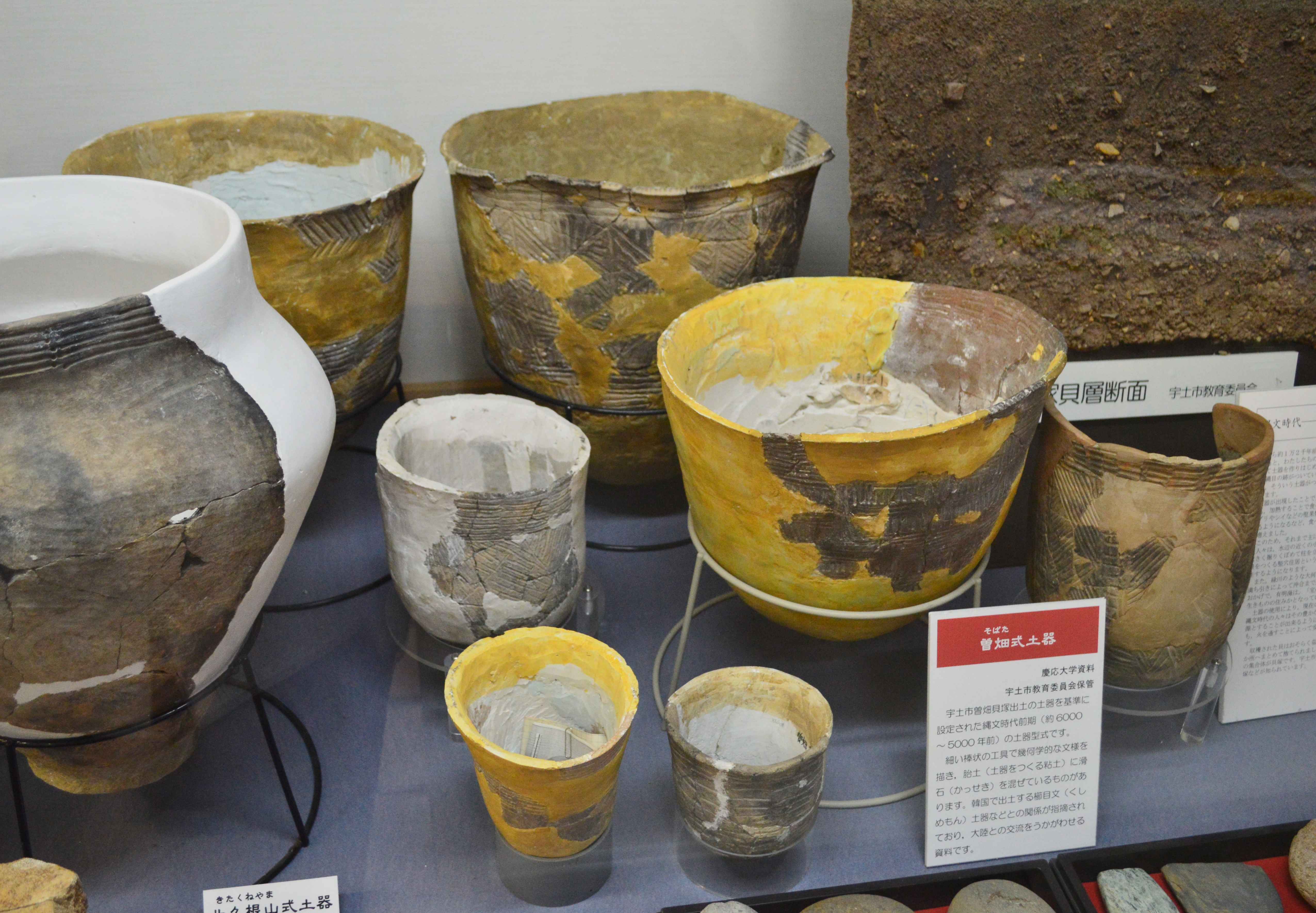
曽畑式土器宇土市立図書館郷土資料室展示。

曽畑式土器（そばたしきどき）とは熊本県宇土市の曽畑貝塚からはじめて出土した土器である。縄文時代前期（鬼界カルデラ大噴火後）の標式土器であり、九州や沖縄から見つかっている。朝鮮半島の櫛目文土器とは表面の模様のみならず、粘土に滑石を混ぜるという点も共通している。

## 参考
- コトバンク 曽畑貝塚
- 水ノ江和同「曽畑式土器の出現--東アジアにおける先史時代の交流」古代学研究 (117), p13-38, 1988-07
- 山崎真治「曽畑式土器の終焉--有明海北岸部の事例分析から見た九州縄文前期末土器群の様相」古文化談叢 57, 1-38, 2007-08